# Zeuxine cordata
Zeuxine cordata är en orkidéart som först beskrevs av John Lindley, och fick sitt nu gällande namn av Paul Ormerod. Zeuxine cordata ingår i släktet Zeuxine och familjen orkidéer. Inga underarter finns listade i Catalogue of Life.